# Bistum Banská Bystrica
Das Bistum Banská Bystrica bzw. Bistum Neusohl (lat.: Dioecesis Neosoliensis; slowak.: Banskobystrická diecéza) ist ein römisch-katholisches Bistum im Zentrum der Slowakei mit Sitz in Banská Bystrica.

## Geschichte
- 1776: Gründung eines Bischofssitzes in Banská Bystrica im Norden des damaligen Königreichs Ungarn mit der Bulle Romanus pontifex durch Papst Pius VI. auf Bitten von Königin Maria Theresia. Das Bistum war zu dieser Zeit Teil der Kirchenprovinz Gran. Die Bischofsresidenz befand sich von 1776 bis 1941 im bischöflichen Schloss in Žiar nad Hronom.
- 1977: Im Zuge einer Entkopplung der katholischen Kirche in der Slowakei von der in Ungarn wurde das Bistum Banská Bystrica aus der Kirchenprovinz Gran in die neugeschaffene Kirchenprovinz Bratislava-Trnava übertragen, die am 14. Februar 2008 zur Kirchenprovinz Bratislava umstrukturiert wurde. Bei der gleichzeitigen Gebietsreform der westslowakischen Diözesen wurde das Bistum Banská Bystrica erheblich vergrößert.